# Автоматичний вимикач

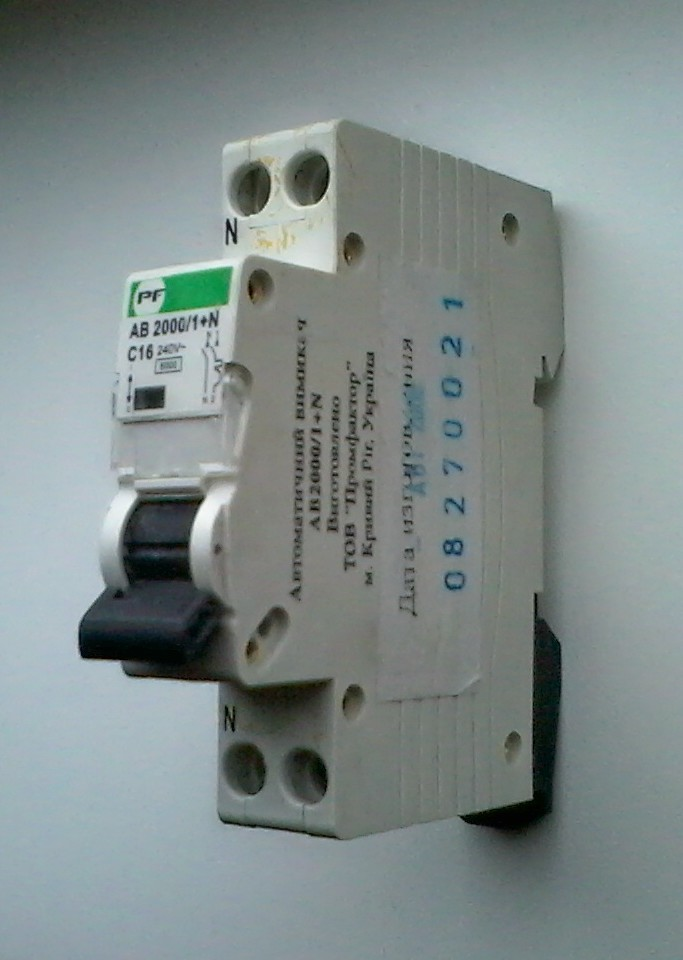
Модульний однофазний автоматичний вимикач на 16 А, з додатковим контактом розмикання нульового проводу

Автомати́чний вимика́ч — це контактний комутаційний апарат, що спроможний вмикати, проводити та вимикати струм навантаження, коли електричне коло в робочому стані, а також вмикати, проводити протягом певного встановленого часу і вимикати аварійний струм в електричному колі. Автоматичний вимикач призначено для нечастих вмикань/вимикань (хоча автоматичні вимикачі провідних фірм, можуть мати комутаційну витривалість до 20 000 циклів увімкнено/вимкнено, а модульні вимикачі навантаження — до 100 000 циклів і працювати за температури від -30 до +60 °C та вологості 95 %), а також для захисту кабелів та кінцевих споживачів від перевантаження і короткого замикання. Автоматичні вимикачі можуть мати додаткові незалежні від струму навантаження, розчіплювачі з допоміжними контактами сигналізації та/або моторні приводи, для віддаленого керування вимикачем.
Автоматичні вимикачі приєднуються послідовно зі споживачем електроенергії як і запобіжники, котрі натомість здебільшого призначені для одноразового розриву електричного кола, у разі короткого замикання.

Позначення однополюсного автоматичного вимикача

## Історія
Найперше улаштування автоматичного вимикача було окреслено Томасом Едісоном у заявці на патент 1879 року. На той час, у розподільних мережах використовувалися запобіжники. Метою автомата, було багаторазово захищати електричне коло від випадкових коротких замикань та перевантажень. Автоматичний вимикач, подібний до сучасного малорозмірного пристрою, було запатентовано Brown, Boveri & Cie вже 1924 року. У простих ручних вимикачах повітряного переривання контактів, виникали небезпечні електричні дуги (особливо в колах постійного струму) під час вимкнення великих струмів; з часом, здебільшого у високовольтних мережах, вони поступилися місцем контактам розташованим у середовищі мінеральної оливи, тобто різноманітні види дугогасильних пристроїв, що використовують спрямований потік повітря під тиском, або мастило з напором, набагато краще охолоджують та переривають дугу. 

## Завдання
Автоматичні вимикачі призначено одночасно для захисту та керування. Незалежно від виконуваних завдань, автоматичні вимикачі поділяються за власним часом спрацьовування tс (час з миті подавання команди до початку розмикання контактів) на:
- швидкодійні, що володіють струмообмежувальним впливом (tс ≤ 0,005 с);
- звичайні (tc = 0,02-0,1 с);
- селективні (tc регулюється і може становити до 1 с).

## Будова

Прозорий автоматичний вимикач для показової мети. Контакт сірого кольору.

Автоматичний вимикач для монтажу на DIN-рейку розподільного щита, конструктивно виконаний у діелектричному, найчастіше пластмасовому корпусі. Увімкнення-вимкнення проводиться важелем (1 на малюнку), дроти приєднуються до гвинтових затискачів (2). Защіпка (9) закріплює корпус вимикача на DIN-рейці в електричному щиті і дозволяє за потреби легко його зняти (для цього потрібно відтягнути защіпку, вставлянням шліцьової викрутки у петлю пружинної засувки). Замикання та розмикання силового електричного кола, здійснюють рухомий (3) і нерухомий (4) контакти. Рухомий контакт — підпружинений, пружина забезпечує потрібне зусилля для швидкого розчеплення контактів задля більш стрімкого розривання дуги. Механізм розчеплення приводиться в дію одним з двох розчіплювачів: тепловим або магнітним.
- Тепловий роз'єднувач (теплове реле) являє собою біметалеву пластину (5), котра нагрівається  струмом, який нею протікає. Під час протікання струму, вище допустимого значення, біметалева пластина вигинається і приводить до дії механізм розчеплення. Час спрацьовування залежить від величини струму, котрий протікає крізь автоматичний вимикач (часострумова характеристика, рис. 1) і може змінюватися від кількох секунд до години. Мінімальний струм, за якого тепловий роз'єднувач має спрацьовувати за час не більше 1 години (при In ≤ 63 А) або 2 годин (при In > 63 А) становить (згідно ДСТУ EN 60898-1:2014, розділ 8.6.1.) 1,45 від номінального струму запобіжника. Налаштування струму спрацьовування виконується під час виготовлення пристрою на заводі регулювальним гвинтом (6). На відміну від плавкого запобіжника, автоматичний вимикач готовий до наступного використання після охолодження біметалевої пластини. Автоматичні вимикачі які розраховані для використання в колах постійного струму, не мають теплового роз'єднувача, тільки електромагнітний соленоїд[джерело не вказане 2552 дні], але більшість автоматичних вимикачів відомих марок (наприклад Schneider Electric) розрахованих на використання в мережах змінного струму, можуть застосовуватися й для захисту кіл постійного струму, з обов'язковим коригуванням номінального струму згідно таблиць, наданих виробником.
- Магнітний (миттєвий) роз'єднувач (електромагнітне реле) являє собою соленоїд (7), рухоме осердя якого, також може приводити в дію механізм розчеплення. Струм, що проходить крізь запобіжник, тече обвиткою соленоїда та викликає втягування осердя у разі перевищення заданого порогу. Миттєвий роз'єднувач, на відміну від теплового, спрацьовує дуже швидко (частки секунди), але за значно більшого перевищення струму: в 2÷14 разів від номіналу (автоматичні вимикачі поділяються на типи A, B, C і D, залежно від чутливості миттєвого розчіплювача). Автоматичні вимикачі з кривою розчеплення D (кратність спрацювання 10-14 від номіналу), використовуються в електричних колах з великими пусковими струмами, наприклад для пуску асинхронних електродвигунів або вмикання силових трансформаторів. Вимикачі з кривою В розраховані на захист освітлювальних мереж та подовжених електричних ліній. Автомати з кривою розчеплення С найбільш розповсюджені в побутових електричних мережах споживачів.

Під час розчеплення контактів може виникнути електрична дуга, через це контакти мають особливий вигляд, можуть мати накладки, або напилення з важко-плавких металів, які добре проводять струм (мідь, срібло) і перебувають поряд з дугогасною камерою (8).

## Класифікація
Існують такі способи класифікації автоматичних вимикачів:
1. За родом струму головного кола: постійного струму; змінного струму; постійного та змінного струму.
2. За кількістю полюсів головного кола: однополюсні; двополюсні; триполюсні; чотириполюсні.
3. За наявністю струмообмеження: струмообмежувальні; струмонеобмежувальні.
4. За видами розчіплювача: з максимальним розчіплювачем струму; з незалежним розчіплювачем; з мінімальним або нульовим розчіплювачем напруги.
5. За налаштуванням витримки часу розчіплювачем струму: без витримки часу; з витримкою часу, незалежною від струму; з витримкою часу, залежною від струму; з поєднанням зазначених характеристик.
6. За наявністю додаткових електричних контактів («блок-контактів» для вторинних кіл): з контактами; без контактів.
7. За способом приєднання зовнішніх провідників: із заднім приєднанням; із переднім приєднанням; зі змішаним приєднанням (верхні затискачі із заднім приєднанням, а нижні — з переднім приєднанням або навпаки); з універсальним приєднанням (переднім і заднім).
8. За видом приводу: з ручним; з моторним; з пружинним; з пневматичним.
9. За наявністю ступеню захисту вимикача від впливу довкілля та від дотику з частинами вимикача, що рухаються та (або) перебувають під напругою, розташованими всередині оболонки.

Номінальні струми головних кіл вимикачів, призначених для роботи за температури навколишнього повітря 40 °C, повинні відповідати ГОСТ 6827. Номінальні струми для головних кіл вимикача, вибирають із ряду: 6,3; 10; 16; 20; 25; 32; 40; 63; 100; 160; 250; 400; 630; 1000; 1600; 2500; 4000; 6300 А. Додатково можуть випускатися вимикачі на номінальні струми головних кіл вимикачів: 1500; 3000; 3200 А.
Номінальні уставки максимальних розчіплювачів струму вимикачів, призначених для роботи за температури навколишнього повітря 40 °C, повинні відповідати ГОСТ 6827.

## Характеристики

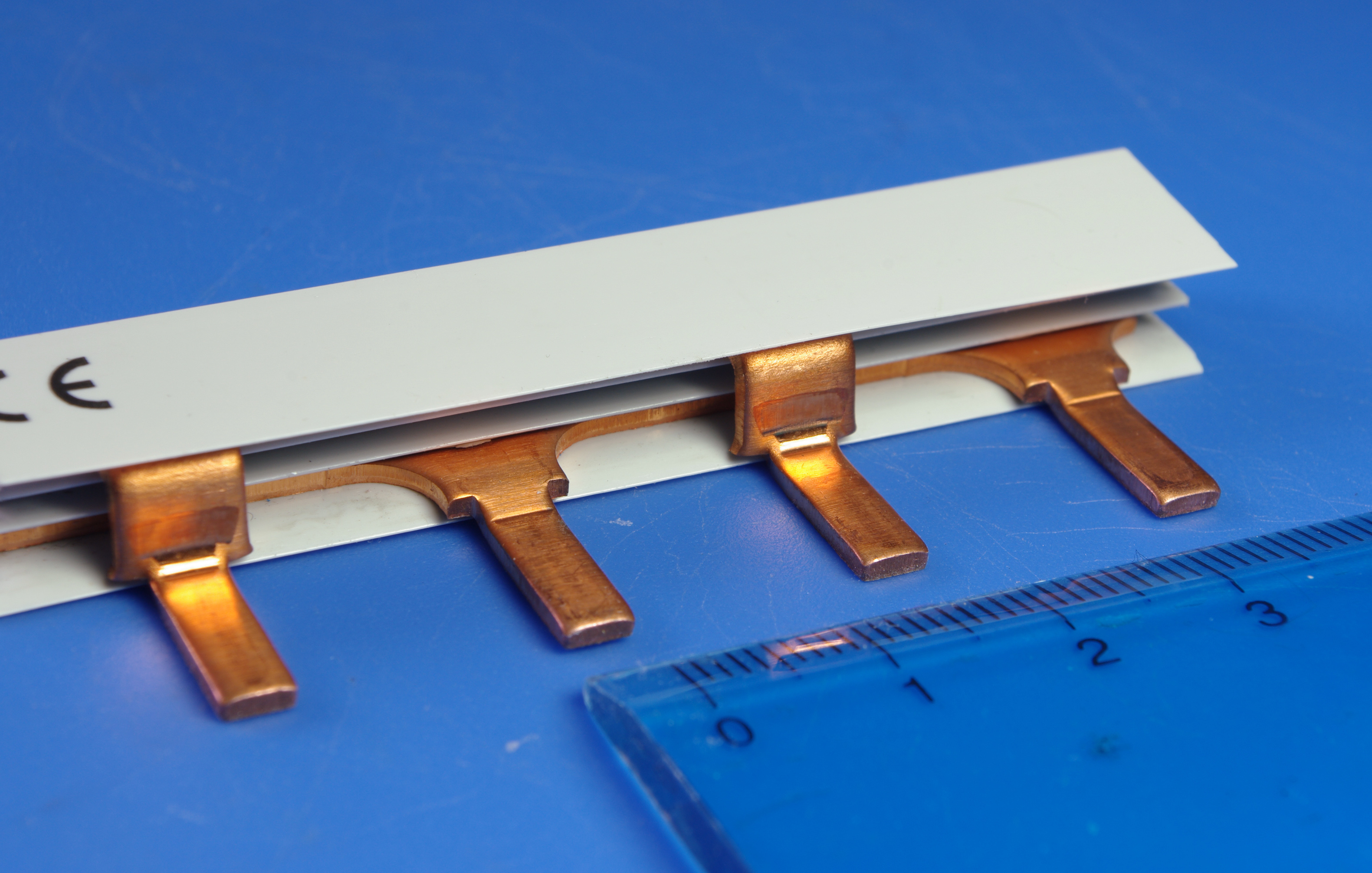
Двополюсна шина для з'єднання електричних апаратів, що встановлюються на DIN-рейку

### Струм миттєвого розчеплення
Згідно з IEC 60898-1:2015, автоматичні вимикачі поділяються на такі типи щодо струму миттєвого розчеплення (рис. 1):
- Тип B: понад 3In   (де In — номінальний струм)
- Тип C: понад 5In до 10In
- Тип D: понад 10In до 20In
- Тип K: понад 8In до 12In
- Тип Z: понад 2In до 3In

## Різновиди будови

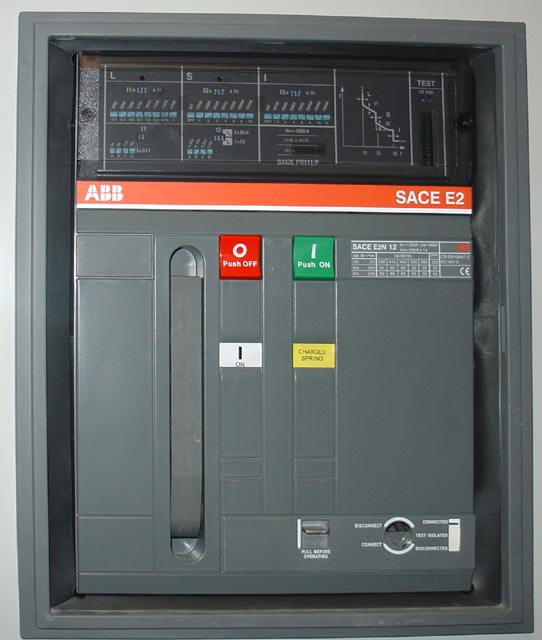
Передня панель повітряного автоматичного вимикача 1250 А виробництва ABB. Цей низьковольтний силовий вимикач можна витягти з корпусу заради обслуговування. Показники вимкнення налаштовуються за допомогою DIP-перемикачів на передній панелі.

Автоматичні вимикачі виготовляються одно-, дво-, три-, та чотириполюсними і можуть мати такі складові: головна контактна система, пристрій гасіння дуги, привід, розмикальний пристрій, розчіплювач і допоміжні контакти, важіль (кнопка) керування.
Контактна система може бути триступеневою (з головними, проміжними та дугогасильними контактами), двоступеневою (з головними і дугогасильними контактами) і у разі використання металокераміки, одноступеневою. Дугогасильна система може складатися з камер із вузькими шпаринами або з камер із дугогасильними ґратками. Змішані дугогасильні пристрої — щілинні камери в поєднанні з дугогасильними ґратками, застосовують для придушення дуги під час великих струмів та особливо, в колах постійного струму.
Для кожного різновиду автоматичного вимикача, існує граничний струм короткого замикання, який напевно не призводить до виходу з ладу автомата. Перевищення цього струму, може викликати теплове пошкодження або цілковите зварювання контактів. Наприклад, у розповсюджених серіях побутових автоматів, за струму спрацювання 6–100 А найбільш можливий наскрізний струм (розривна здатність), зазвичай становить 4 500–10 000 А (позначається у прямокутнику вгорі з лицевого боку, а під ним у квадратику зазначається клас обмеження енергії; відповідно до технічних умов увімкнення автоматичних вимикачів до 32 А, зазвичай застосовується тільки клас обмеження енергії 3 (клас селективності 3, «високі вимоги»), який має найвище обмеження струму короткого замикання згідно з VDE 0641).
Автоматичні вимикачі виготовляють з ручним і моторним приводом, в закріпленому або висувному виконанні (силові).
Привод автоматичного вимикача слугує для вмикання електричного кола, автоматичного вимкнення і може бути ручним — безпосередньої дії чи віддаленим (електромагнітним, пневматичним та інше).
Автоматичні вимикачі мають реле прямої дії, які називаються розчіплювачем.

### Розчіплювач
Розчіплювачі — це електромагнітні або термобіметалеві пристрої, що призначені для вимкнення автоматичного вимикача, через механізм вільного розчеплення, у разі короткого замикання чи перевантаження. Механізм вільного розчіплювання складається з важелів, засувок, коромисел і пружин для вимикання, та призначений задля вимкнення автоматичного вимикача, а також заради унеможливлення повторного вмикання автоматичного вимикача на коротке замикання, за наявності довгострокової команди на увімкнення.

## Вимкнення
Автоматичне вимкнення, може відбуватися без витримки часу або з витримкою. З власного часу вимкнення tс (проміжок від миті, коли контрольований параметр перевершив встановлене для нього значення, до миті початку розмикання контактів) розрізняють нормальні вимикачі (tс = 0,02–0,1 с), вимикачі з витримкою часу (селективні) і швидкодійні вимикачі (tс < 0,005 с).
Нормальні та селективні автоматичні вимикачі, струмообмежувальну дію не виконують. Швидкодійні вимикачі, так само як запобіжники, виконують струмообмежувальну дію, завдяки тому, що вимикають електричне коло до того, як струм крізь нього досягне найбільшого значення Іу.
Селективні автоматичні вимикачі дозволяють здійснювати вибірковий захист мереж, шляхом установлення автоматичних вимикачів з різними витримками часу: найменшою, біля споживача і поступово збільшуваною у напрямку до джерела живлення.

## Міжнародні стандарти та правила
DIN VDE 0100-430: Монтаж низьковольтних систем. Частина 4-43: Заходи захисту. Захист від перевантаження струмом
    DIN EN 60898-1 (VDE 0641-11): Електромонтажні матеріали. Автоматичні вимикачі для побутових установок та подібних застосувань, частина 1: Автоматичні вимикачі для змінного струму (AC)

## Висока напруга
Основна стаття: Високовольтний вимикач
Високовольтні електричні мережі захищаються та керуються високовольтними вимикачами. Визначення високої напруги різне, але для роботи з електропередаванням, зазвичай вважається 72,5 кВ або вище, згідно з нещодавнім визначенням Міжнародної електротехнічної комісії (IEC). Високовольтні вимикачі майже завжди керуються електромагнітом, а захисні реле, що визначають струм, працюють крізь трансформатори струму. На підстанціях схема  релейного захисту може бути складною, захищаючи обладнання та шини від різних видів перевантаження або замикання на землю.

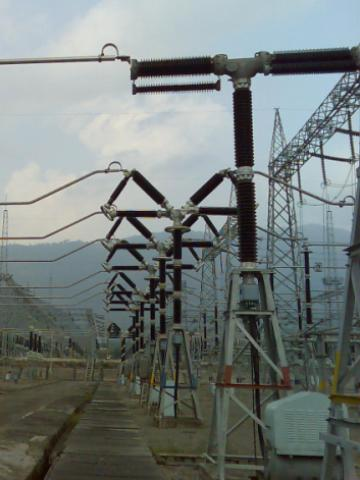
Елегазові бакові вимикачі 400 кВ

Високовольтні вимикачі розподіляються за середовищем, що використовується для гасіння електричної дуги:
- Наливна олива

- Мінімум оливи

- Повітряне дуття

- Вакуум

- SF6 (елегаз)

- CO2 (діоксид вуглецю)

Через вплив на довкілля і витрати на розливи ізоляційної оливи, у більшості нових вимикачів застосовують газ SF6 для гасіння дуги.
Автоматичні вимикачі можна розрізняти як: пристрій під напругою, де корпус, в якому розташовано механізм вимикання, перебуває під потенціалом лінії, або резервний пристрій із корпусом під потенціалом землі. Автоматичні вимикачі змінного струму високої напруги зазвичай, доступні з номіналом до 765 кВ. Водночас, виробництво вимикачів на напругу 1200 кВ було запущено компанією Siemens у листопаді 2011 року, а згодом фірмою ABB у квітні наступного року.
Автоматичні вимикачі високої напруги, котрі використовуються в системах передавання електроенергії, можуть бути улаштовані так, щоби дозволити спрацьовувати на пошкодження одному полюсу (фазі) трифазної лінії замість того, щоби залучати одночасно всі три полюси; для деяких видів несправностей, це покращує сталість і доступність енергосистеми.
Станом на 2015 рік, високовольтні вимикачі постійного струму все ще були предметом досліджень. Такі вимикачі були б корисними для з’єднання систем передавання HVDC.